# Damian Kusiak
Damian Kusiak (ur. 14 kwietnia 1988 w Biłgoraju) – polski lekkoatleta specjalizujący się w pchnięciu kulą. 
W 2007 roku startował w mistrzostwach Europy juniorów, a w 2011 był szósty na uniwersjadzie. 
Złoty medalista młodzieżowych mistrzostw Polski (Kraków 2010). Stawał wielokrotnie na podium juniorskich mistrzostw kraju oraz czempionatu Akademickiego Związku Sportowego. 
W 2012 na kulomiota nałożono karę dwuletniej dyskwalifikacji za doping (do 14 czerwca 2014).
Rekordy życiowe: stadion – 20,45 (5 maja 2012, Biała Podlaska) / 20,65 (12 czerwca 2011, Brazzaville); hala – 19,40 (1 lutego 2015, Spała).

## Osiągnięcia
| Rok  | Impreza                     | Miejsce  | Lokata            | Wynik |
| ---- | --------------------------- | -------- | ----------------- | ----- |
| 2007 | Mistrzostwa Europy juniorów | Hengelo  | el. – 17. miejsce | 17,22 |
| 2011 | Uniwersjada                 | Shenzhen | 6. miejsce        | 19,04 |